# Radioembolización
La radioembolización o terapia de radiación interna selectiva, también llamada SIRT por las iniciales de Selective Internal Radiation Therapy, es un procedimiento terapéutico que se emplea en medicina para tratar determinados tipos de cáncer, principalmente cáncer de hígado. Este método combina la embolización de un vaso sanguíneo que nutre el tumor maligno y la radioterapia.

## Técnica

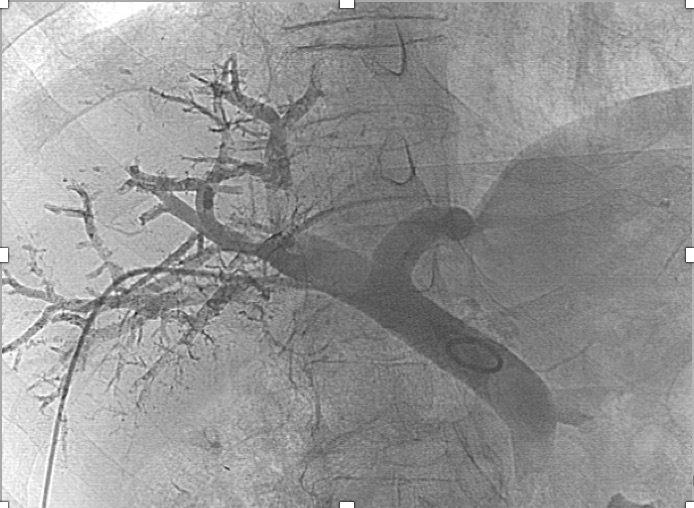
Angiografía tras embolización portal

Para realizarlo se accede mediante cateterismo al vaso sanguíneo que lleva sangre al tumor y se administran microesferas que contienen el radioisótopo Itrio I-90, el cual emite partículas beta. De esta forma se consiguen dos objetivos, por un lado se restringe la llegada de sangre a las células tumorales (embolización), y por otro se administra una dosis de radiación a los tejidos malignos sin afectar al tejido sano.
El procedimiento es de utilidad para disminuir el tamaño de tumores que no es posible extirpar mediante cirugía y puede mejorar la calidad de vida de los pacientes en determinados casos. Se emplea principalmente en el tratamiento del cáncer de hígado.
La radioembolización no es una cura definitiva. Entre el 70 al 95 por ciento de los pacientes experimentan mejoría, dependiendo del tipo de cáncer de hígado, la radioembolización puede mejorar las tasas de supervivencia.